# Aso (Kumamoto)
Pour les articles homonymes, voir Aso.
Aso (阿蘇市, Aso-shi) est une ville située dans la préfecture de Kumamoto, au Japon.

## Géographie

### Topographie
La ville se situe dans une caldeira, au pied du mont Aso qui lui donne son nom.

### Municipalités limitrophes
| Hita    | Minamioguni         | Ubuyama  |
| Kikuchi | Aso                 | Taketa   |
| Ōzu     | Minamiaso, Takamori | Takamori |

### Démographie
En juin 2020, la population d'Aso s'élevait à 25 685 habitants, répartis sur une superficie de 376,30 km2.

### Climat
Aso a un climat subtropical humide avec des étés chauds et humides et des hivers frais. Les précipitations sont importantes tout au long de l'année, notamment en juin et juillet.

## Histoire
Aso a acquis le statut de ville en 2005.

## Économie
L'activité économique d'Aso est principalement orientée vers l'agriculture et le tourisme.

## Culture locale et patrimoine
- Aso-jinja
- Musée du volcan Aso

## Transports
Aso est desservie par la ligne principale Hōhi de la JR Kyushu. La gare d'Aso est la principale gare de la ville.